# Trinitarios
I Trinitarios sono una potente e violenta organizzazione criminale con base a New York City, composta essenzialmente da latino-americani. 

## Storia
La banda fu fondata nel 1989 per difendere i diritti dei detenuti dominicani, per riversarsi in seguito nelle strade con l'uscita dei primi membri reclutati in prigione. Il nome Trinità è per sottolineare i cardini su cui si basa la banda, ossia: Dio, Patria e Libertà. Noti come Patria, il termine utilizzato quando si salutano a vicenda. 
I Trinitarios sono una delle più violente bande di strada di New York City, nonché una di quelle a più forte espansione secondo i dati diffusi dal New York Law Enforcement. Diffusasi a macchia d'olio fino a comprendere tra le aree rientranti nel loro raggio d'azione anche il New Jersey, ha in atto una guerra contro bande anziane e notevolmente più affermate come i Latin Kings e i Bloods dall'ottobre 2007 per il controllo del territorio e del traffico di droga nella Costa Est.   Impegnata nella distribuzione di cocaina ed eroina, nella guerra per il controllo delle strade si è resa responsabile di agguati, dei quali alcuni mortali, contro bande prima d'allora considerate intoccabili per via della loro forte influenza e presenza radicata nel territorio americano come: Bloods, Crips, DDP, Latin Kings, Mara Salvatrucha e Ñetas. A New York, la banda è impegnata nella lotta contro i DDP, un'altra banda dominicana con nuovi membri di origine portoricana e sudamericana. 
In accordo con il FBI National Gang Assessment del 2009, la banda ha mostrato una rapida crescita divenendo molto influente nella Costa Orientale, tanto da dare segnali d'attività nell'area del New England. Altre aree dove è stata rapportata la presenza della banda comprendono: Connecticut, Rhode Island, Florida, Illinois, Massachusetts, North Carolina, Ohio, Pennsylvania, Alaska e persino la Spagna. A livello locale, a NY, sono presenti in maniera radicata a Chelsea, Gramercy Park, Harlem, Morris Heights, Bronx e Washington Heights. 

### Arresti nel 2009
Nel marzo 2009, a conclusione di due anni di indagini, in una maxioperazione che ha coinvolto 200 agenti dell'ordine coordinata interforze da NYPD, ATF, DEA, United States Immigration and Customs Enforcement (ICE) e United States Marshals Service for the Southern District of New York (USMS), vengono eseguiti 41 mandati di cattura, dei quali 34 eseguiti e 7 in contumacia. Tra gli arrestati anche il presunto capo dell'organizzazione, e membri accusati di traffico di droga, possesso illegale d'armi e omicidio. Le indagini partirono due anni prima a seguito di un omicidio maturato all'interno del mondo delle bande di strada, che spinse la polizia a indagare in maniera più approfondita sulla responsabilità della banda. 

### In Italia
Ad oggi la prima Suprema d'Italia, ovvero il capo dell'organizzazione, è Ogando Ramirez, detto Flaco che comandava anche la pandilla di Milano dal 2012 che sostituiva Jonatahn La Rosa Paniagua.
La prima notizia di questa banda nei media si ha quando nel 2011 a Cinisello Balsamo viene trovato il cadavere di un membro. A settembre del 2012 a Pavia tentano di uccidere un marocchino per debiti di droga. Il 7 gennaio 2014 a Milano alcuni membri compiono un pestaggio di due rivali e il 13 febbraio dell'accoltellamento di altri due. Il primo luglio 2014 la squadra mobile di Milano arresta 12 presunti componenti della banda.

## Organizzazione
Hanno una struttura altamente gerarchizzata con ben 18 ruoli tra cui tesoriere e armiere.
I gruppi vengono chiamati "pandilla". Il capo di tutte le bande di uno stato viene chiamato "Prima suprema". Dalle indagini del 2014 della squadra mobile di Milano è stato accertato che esiste anche la "Prima suprema d'Europa". Al di sotto della Prima suprema vi è la "Seconda suprema" e la "terza suprema".
Gli affiliati sono tenuti a seguire un codice di regole.

## Reclutamento
Dagli anni 2000, sfruttando principalmente l'apporto delle seconde generazioni di figli di immigrati, la banda ha iniziato a reclutare principalmente dominicani dall'età adolescenziale nelle scuole superiori newyorkesi e del New Jersey. 

## Attività
Le attività della banda ruotano principalmente attorno al traffico di droga (cocaina, crack, marijuana), specie a New York in maniera piuttosto influente tra West 171st Street e West 174th Streets, per un totale di quattro macroaree. 